# Fearless (canción de Taylor Swift)
«Fearless» —en español: «Intrépido»— es una canción country pop por la cantante y compositora estadounidense Taylor Swift. La canción fue escrita por Swift con colaboración de Liz Rose y Hillary Lindsey y producida por Nathan Chapman y Swift. «Fearless» fue lanzada el 3 de enero de 2010 por Big Machine Records como el quinto y último sencillo del segundo álbum de estudio de Swift, con el mismo nombre, Fearless. Swift compuso la canción mientras viajaba en giras para promover su álbum debut, Taylor Swift. Ella escribió «Fearless» en lo que respecta por la ausencia de enamorarse y eventualmente tituló su segundo álbum después de la canción. Musicalmente, contiene cualidades que se encuentran comúnmente en la música pop rock y, líricamente, es sobre una primera cita perfecta.
«Fearless» generalmente complació a los críticos contemporáneos, muchos de los cuales les gustó por apelar a los diferentes grupos de edad; mientras que otros no estaban de acuerdo. En Estados Unidos, «Fearless» llegó al número 9 en Billboard Hot 100 y fue certificado oro por RIAA, convirtiéndose en el primer sencillo lanzado después de ser certificado oro por RIAA. «Fearless» también entró a las listas en Canadá y España. Swift presentó la canción en varios lugares, algunos de los cuales fueron incluidos en la gira Fearless Tour (2009-10). Imágenes de los shows de Fearless Tour fueron usados para incluirlos en el vídeo para «Fearless», dirigido por Todd Cassetty. El vídeo muestra imágenes de la gira y detrás de escenas.

## Antecedentes
Taylor Swift escribió «Fearless» con la colaboración de Liz Rose y Hillary Lindsey, mientras que su producción quedó a cargo de Nathan Chapman junto a Swift. Ella compuso la canción mientras estaba de gira promocionando su álbum debut, Taylor Swift de 2006. Mientras escribía la canción, no se encontraba saliendo con nadie o «ni en las etapas iniciales de salir con alguien». Ella escribió la canción después de que ella analizó la ideología de lo que es una primera cita perfecta. Mientras desarrollaba «Fearless», Swift explicó el proceso de escritura diciendo, «Creo que a veces, cuando estás escribiendo canciones de amor, no escribes sobre lo que estás pasando en ese momento, escribes sobre lo que desearías tener». La canción fue compuesta con dos conceptos en mente. Swift describió el primer concepto cómo «la ausencia de temor al enamorarse», y «no importa que tantas veces te lastimen, siempre te enamorarás de nuevo». El segundo concepto es sobre la primera cita perfecta, la cual Swift dijo no haber experimentado en el momento de escribir «Fearless». Después de terminar la canción, Swift deliberó profundamente su definición personal de la palabra «Fearless» (Intrépido). Para ella, «"Intrépido" no significa no tener nada de miedo y no significa que eres a prueba de balas. Significa que tienes muchos miedos, pero saltas de todas formas». Eso la influenció en titular su álbum Fearless. El 4 de enero de 2010 se lanzó como el quinto y último sencillo de Fearless.

## Composición
"Fearless" es una canción country-pop con una duración de cuatro minutos y un segundo. Alexis Petridis de The Guardian describió el género de la canción como "un tipo de ortodoncia rock pop perfecta." Dijo que la parte más country de la canción era la letra que se refería a "one horse town". La canción se encuentra en tiempo común y tiene un ritmo moderado de 100 tiempos por minuto. Es escrita con la tonalidad de Fa mayor y la voz de Swift en un lapso de dos octavas, de F3 a un C5. Sigue el coro en una progresión de F–C–G–B♭. Tom Ronald de Great American Country interpretó el mensaje de la canción en "tomando coraje en un circuito de citas." Craig Shelburne de CMT News dijo que "Fearless" es sobre una primera cita perfecta. En una perspectiva diferente, Rob Sheffield de la revista Blender dijo que la letra "And I don't know why but with you / I'd dance in a storm in my best dress, fearless" demuestra cómo Swift disfrutó haciendo una escena. Agregó que ella no vestiría "cualquier otra cosa más en que ir en una tormenta."

## Críticas
En general, los críticos contemporáneos estuvieron complacidos con "Fearless". Leah Greenblatt de Entertainment Weekly dijo que la voz de Swift encajaba con la melodía e instrumentos de la canción, que, de acuerdo a ella, es "astuta" y "amistosa en la radio". Heather Phares de Allmusic seleccionó a la canción como una de las mejores canciones de Fearless. Alice Fisher de la revista de Reino Unido The Observer felicitó "Fearless" por ser "una de las mejores canciones con una letra perspectiva sobre las verdades universales que pueden ser disfrutadas en cualquier edad." Jim Harrington de The San Jose Mercury News creyó que "Fearless" contenía un llamamiento a diferentes grupos de edad: "Madres e hijas, como también grupos de adolescentes y parejas en una cita a la noche, [pueden cantar] junto con la igualdad." En contraste, Craig Shellburne de CMT News se mostró molesto con la canción, y señaló que como un adulto de sexo masculino, es un mensaje muy difícil de identificar. "En esos momentos, giro mis ojos, miro a los chicos a mí lado y pienso 'Está bien, lo entiendo'," agregó. 

## Posiciones
Tras su liberación como sencillo promocional, en la semana que finalizó el 1 de noviembre de 2008, "Fearless" debutó y llegó al número nueve en Billboard Hot 100 con ventas de 162,000 descargas digitales, convirtiendo la canción número tres en el top 10 consecutivo en la lista. En la semana siguiente, la canción cayó al número treinta y ocho y después de cuatro semanas de estar en Billboard Hot 100 cayó de la lista. Tras su lanzamiento como sencillo, la canción volvió a entrar en Billboard Hot 100 en el número noventa y cuatro en la semana que finalizó el 13 de marzo de 2010. Su posición más alta en la lista mientras fue lanzado como sencillo fue el número sesenta y seis en la semana que finalizó el 10 de abril de 2010. La canción es una de las trece canciones de Fearless que se enlistó en el top 40 de Billboard Hot 100, rompiendo el récord de la mayor entradas en el top 40 del álbum. "Fearless" pasó un total de quince semanas ascendiendo y descendiendo en el Billboard Hot 100. "Fearless" también llegó al número 10 en el Hot Country Songs, haciendo su décimo top 10 consecutivo pero también su sencillo más bajo, y número dieciocho en la lista no más existente Pop 100. El sencillo fue certificado Oro por RIAA por la compra de más de 500,000 descargas digitales. Se convirtió en el primer sencillo lanzado después de ser certificado oro por RIAA, como resultado de las descargas digitales. En la semana que finalizó el 29 de noviembre de 2008, "Fearless" debutó y llegó al número sesenta y nueve en el Canadian Hot 100, pasando un total de cinco semanas en la lista. La canción llegó al número treinta y dos en Spanish Singles.

## Presentaciones en vivo

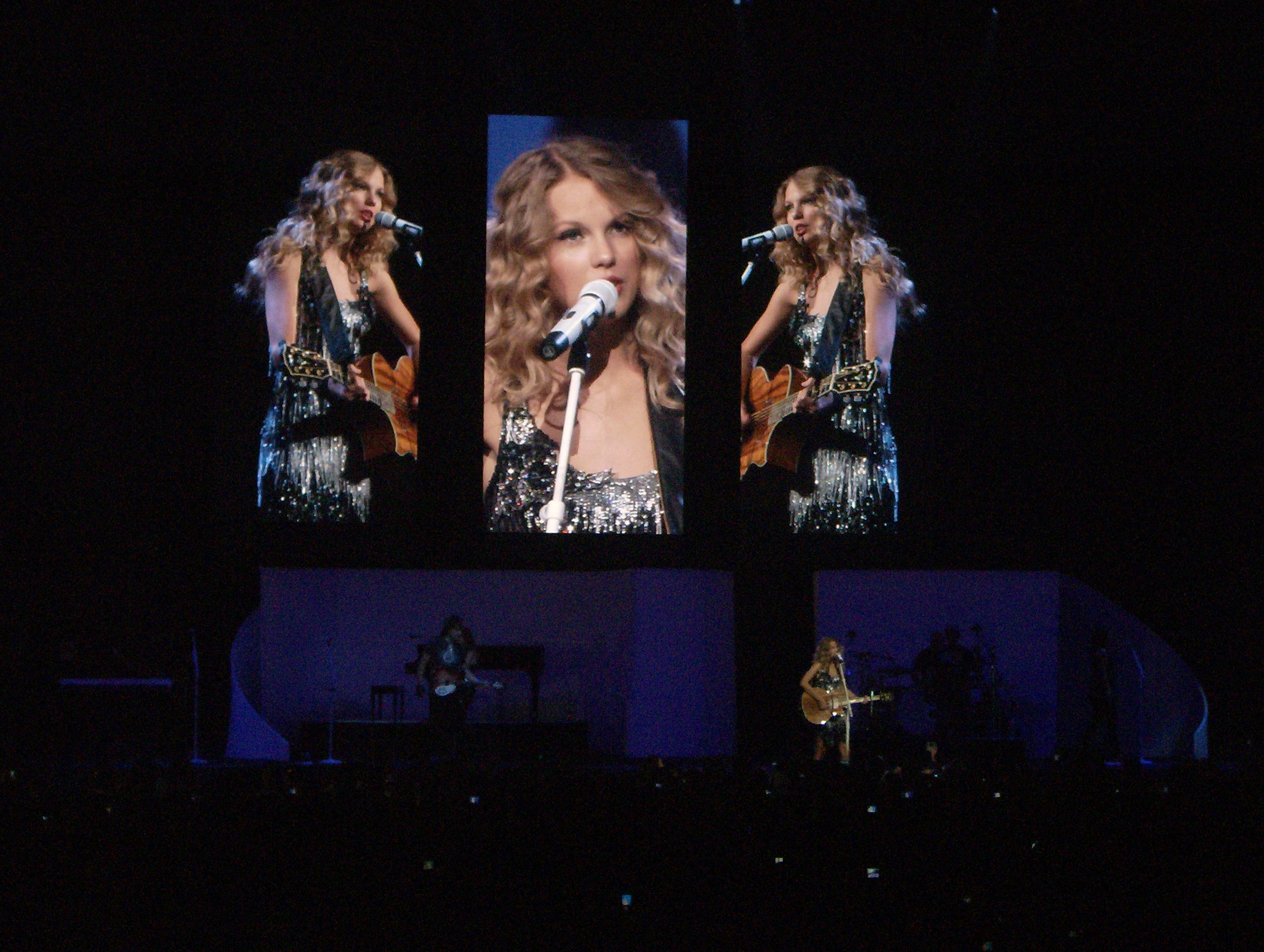
Swift presentando "Fearless" durante un concierto incluido en su gira Fearless Tour.

La primera presentación de "Fearless" fue el 10 de noviembre de 2008 en The Late Show with David Letterman. Fue a presentar la canción en The Ellen DeGeneres Show y Clear Channel Communications's Stripped. Swift presentó la canción en todos los lugares de su primera gira de conciertos, Fearless Tour, que se extendió de abril del 2009 a julio del 2010. Durante cada show, Swift estuvo acompañada con un vestido de plata brillante y botas negras y tocó una guitarra acústica con flores con una mariposa en movimiento que eran proyectadas en el escenario. Alice Fisher de The Observer fue el 7 de mayo de 2009 al concierto en Londres, Inglaterra, y dijo que mientras era derivada por el show, "tenía claramente sentido para las chicas en la audiencia." Jocelyn Vena de MTV News reportó que la audiencia cantaba en voz alta a la presentación de "Fearless" el 27 de agosto de 2009, en el concierto en Madison Square Garden en New York City.
Varios conciertos en gira fueron usados para incluirse en el vídeo musical para "Fearless", dirigido por Todd Cassetty. El vídeo fue estrenado el 17 de febrero de 2010 en CMT. Comienza cuando Swift le dice a su banda antes de ir al escenario, "Chicos, ésta gira ha sido la mejor experiencia en toda mi vida." El vídeo se mezcla con imágenes de la misma gira con fanes excitadamente mostrando carteles a Swift con detrás de escenas de Swift y su banda mientras viajan en la gira. Termina con la cantante haciendo adiós mientras se va del escenario. Al momento de ver el vídeo, Vena lo interpretó "una carta de amor de Swift a sus fanes," mientras mostraba una "vista por dentro de lo que es ir en gira."

## Posicionamiento en listas

### Semanales
| Canadá         | Canadian Hot 100      | 69 |
| España         | Spanish Singles Chart | 32 |
| Estados Unidos | Billboard Hot 100     | 9  |
| Estados Unidos | Digital Songs         | 3  |
| Estados Unidos | Radio Songs           | 55 |
| Estados Unidos | Country Songs         | 10 |

### Anuales
| Estados Unidos | Country Songs | 55 |

### Certificaciones
| País           | Organismo certificador | Certificación | Ventas certificadas | Simbolización | Ref.   |
| -------------- | ---------------------- | ------------- | ------------------- | ------------- | ------ |
| Estados Unidos | RIAA                   | Platino       | 1 000 000           | ▲             | [ 33 ] |